# FESPA
FESPA – Federacja Europejskich Związków Sitodrukarzy (The Federation of European Screen Printers Associations). Organizacja o charakterze komercyjnym zrzeszająca sitodrukarzy, producentów sprzętu i materiałów do sitodruku i druku cyfrowego. FESPA zrzesza obecnie 28 organizacje sitodruku i drukucyfrowego z całej Europy, Kanady i Japonii. Od niedawna działalność stowarzyszenia została rozszerzona o druk cyfrowy. Polskim zrzeszeniem sitodrukarzy jest PSSiDC – Polskie Stowarzyszenie Sitodruku i Druku Cyfrowego należącym do federacji FESPA od roku 1997.